# Tuyère aerospike
 (septembre 2021).
Si vous disposez d'ouvrages ou d'articles de référence ou si vous connaissez des sites web de qualité traitant du thème abordé ici, merci de compléter l'article en donnant les références utiles à sa vérifiabilité et en les liant à la section « Notes et références ».
La tuyère aerospike est un type de tuyère expérimenté sur les moteurs-fusées à ergols liquides qui permet d'optimiser l'efficacité de la propulsion dans une large gamme d'altitudes ( = de pression atmosphérique). Un moteur-fusée équipé d'une tuyère aerospike utilise 25 à 30 % de carburant en moins à basse altitude là où les lanceurs ont besoin des poussées les plus importantes. Ce type de tuyère fait l'objet d'études depuis le début de l'ère spatiale mais sa mise au point se heurte au problème de refroidissement de la rampe qui canalise le jet de gaz. Seuls des prototypes de ce type de tuyère ont été construits. La tuyère aerospike joue notamment un rôle central dans l’architecture des projets de lanceurs orbitaux monoétages (SSTO) dont les moteurs doivent fonctionner dans une gamme de pression allant de la pression au niveau de la mer jusqu'au vide.
La terminologie utilisée dans la littérature autour de ce sujet est quelque peu confuse, le terme aerospike a été utilisé pour une tuyère en pointe tronquée avec une injection de gaz, formant une « pointe d'air » (« air spike » en anglais) pour compenser l'absence de pointe. Toutefois, souvent, une tuyère en pointe non tronquée est maintenant appelée aerospike.

## Principe

Comparaison entre un moteur-fusée classique et un moteur Aerospike linéaire.

Les moteurs-fusées classiques ne donnent le meilleur de leur performance qu'à une altitude donnée. Le rendement du moteur-fusée est en effet déterminé par la forme de la tuyère qui est fixe. Dans celle-ci, les gaz brûlés se détendent et transforment leur énergie thermique en énergie cinétique à l'origine de la poussée qui propulse la fusée. La forme et la longueur de la tuyère déterminent la pression de sortie des gaz brûlés ; or pour que le moteur fonctionne à son meilleur rendement, il est nécessaire que cette pression de sortie soit égale à la pression atmosphérique externe. Pour optimiser la poussée du moteur, il serait nécessaire que la pression des gaz en sortie diminue progressivement (allongement de la tuyère et évolution de sa forme) au fur et à mesure que la fusée s'élève et que la pression atmosphérique ambiante diminue.
La tuyère de type aerospike apporte une solution au problème de l'adaptation de la tuyère à la pression ambiante. Avec ce type de tuyère, les gaz en sortie de la chambre de combustion sont éjectés, non pas dans une tuyère aux parois fixes mais le long d'une structure fixe (la rampe). Les gaz se détendent en étant canalisés d'une part par la rampe d'autre part par la masse d'air ambiante. Par cette méthode, la pression des gaz éjectés s'adapte automatiquement à la pression ambiante. Différentes formes de tuyère aerospike ont été étudiées : linéaire, annulaire... La rampe peut se terminer par une pointe ou être tronquée en expulsant des gaz formant une zone de surpression la prolongeant. Les gaz peuvent être produits par plusieurs chambres de combustion placées en couronne autour de la rampe centrale ou par une chambre unique qui les expulse à travers une fente annulaire.
L'idée derrière la conception de la tuyère aerospike est qu'à basse altitude, la pression ambiante comprime le jet de gaz contre la rampe centrale. La recirculation dans la zone de base de la rampe permet d'élever la pression ambiante à proximité. Comme la pression sur le dessus du moteur est ambiante, cela signifie que la base ne donne aucune poussée générale (mais cela signifie aussi que cette partie de la tuyère ne perd pas de poussée en formant un vide partiel, donc la partie de base de la tuyère peut être ignorée à basse altitude).
Lorsque la fusée prend de l'altitude, la pression d'air qui comprime le jet de gaz contre la rampe diminue, mais la pression au-dessus du moteur diminue en même temps et ce n'est donc pas nuisible. En outre, bien que la pression de base chute, la zone de redirection maintient la pression sur la base jusqu'à une fraction de 1 bar, une pression qui n'est pas équilibrée par le vide à proximité sur le dessus du moteur ; cette différence de pression donne une poussée supplémentaire en altitude, créant un effet de compensation d'altitude. Cela produit le même effet que celui d'une cloche qui devient plus grande à mesure que la pression baisse, fournissant une compensation d'altitude.
Les inconvénients des moteurs aerospike sont le poids supplémentaire de la rampe centrale mais surtout la nécessité de refroidir suffisamment la rampe directement frappée par les jets de gaz en sortie de la chambre de combustion. En outre, la plus grande surface refroidie peut réduire les performances en deçà des niveaux théoriques en réduisant la pression contre la tuyère. De plus, les moteurs aerospike ont un rendement faible lorsque la vitesse est peu élevée (Mach 1-3) car le flux d'air autour du véhicule n'exerce pas assez de pression, ce qui diminue la poussée.

### Variations
Plusieurs versions de la conception existent, différenciées par leur forme. Dans le moteur aerospike toroïdal, la pointe est en forme de bol où les gaz d'échappement sortent par un anneau situé autour de la bordure extérieure. En théorie, cela nécessite un pic infiniment long pour une meilleure efficacité, mais en soufflant une petite quantité de gaz au centre d'une pointe courte tronquée, quelque chose de semblable peut être réalisé.
Dans le cas des moteurs aerospikes linéaires, la pointe se compose d'une plaque en forme de coin conique, avec une sortie d'échappement de chaque côté des extrémités fines. Cette conception a l'avantage d'être empilable, permettant à plusieurs moteurs plus petits d'être placés en ligne pour faire un moteur plus puissant tout en augmentant les performances de pilotage avec l'utilisation du contrôle individuel des gaz des moteurs.

## Performance
Rocketdyne a mené une longue série de tests dans les années 1960 sur différentes conceptions. Les derniers modèles de ces moteurs ont été basés sur la haute fiabilité de la machinerie de leur moteur J-2 et fournissaient le même genre de niveaux de poussée que les moteurs conventionnels sur lesquels ils étaient basés ; 200 000 lbf (890 kN) dans le J-2T-200k, et 250 000 lbf (1,1 MN) dans le J-2T-250k (T fait référence à la chambre de combustion torique). Trente ans plus tard, leur travail a été réutilisé dans le projet X-33 de la NASA : la machinerie du moteur J-2S légèrement amélioré a été utilisée avec une pointe linéaire, créant le XRS-2200. Après des développements et essais considérables, ce projet a été annulé avec le programme X-33.
Trois moteurs XRS-2200 ont été construits pour le programme X-33 et ont subi des tests au Stennis Space Center de la NASA. Les essais sur un seul moteur ont été un succès, mais le programme a été interrompu avant que l'épreuve pour la configuration 2-moteurs puisse être complétée. Le XRS-2200 produisait une poussée de 204 420 lbf avec une Isp de 339 secondes au niveau de la mer, et une poussée de 266 230 lbf avec une Isp de 436,5 secondes dans le vide.
Le Moteur Linéaire Aerospike RS-2200 a été dérivé du XRS-2200. Le RS-2200 devait propulser le lanceur orbital monoétage (SSTO) VentureStar, une navette spatiale entièrement réutilisable. Dans la dernière conception, sept RS-2200 produisaient 542 000 lbf (2,4 MN) de poussée chacun, qui lanceraient le VentureStar en orbite terrestre basse. Le développement du RS-2200 a été officiellement arrêté début 2001, lorsque le programme X-33 n'a pas reçu de financement Space Launch Initiative. Lockheed Martin a choisi de ne pas poursuivre le programme VentureStar sans le soutien financier de la NASA.
Bien que l'annulation du programme X-33 ait été un revers pour l'ingénierie aerospike, ce ne fut pas la fin de l'histoire. Un jalon a été atteint quand une équipe commune de l'industrie et de l'Université d'État de Californie à Long Beach (CSULB) et Garvey Spacecraft Corporation a mené avec succès un test en vol d'un moteur aerospike à propergol liquide dans le Désert des Mojaves, le 20 septembre 2003. Les étudiants de CSULB ont développé leur fusée Prospector 2 (P-2) en utilisant un moteur aerospike LOX/éthanol de 1 000 lbf (4,4 kN). Prospector-10, un moteur aerospike à dix chambres, a été testé le 25 juin 2008.

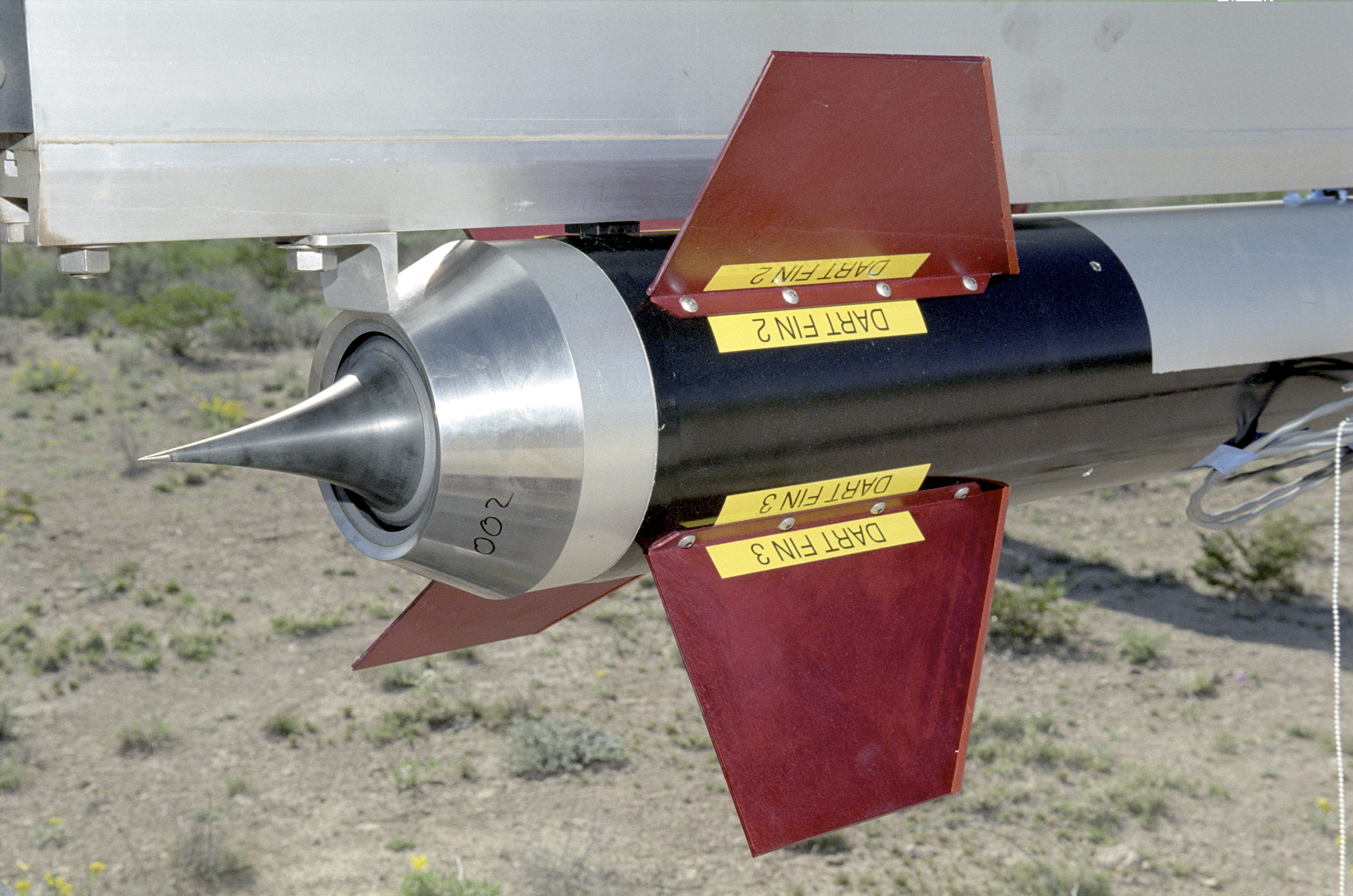
Tuyère aerospike toroïdale de la NASA

De nouveaux progrès vinrent en mars 2004, lorsque deux tests réussis ont été effectués au NASA Dryden Flight Research Centre en utilisant des petites fusées (à petite échelle) fabriquées par Blacksky Corporation, basée à Carlsbad, en Californie. Les tuyères aerospike et les moteurs à propergol solide ont été développés et construits par Cesaroni Technology Incorporated. Ces deux prototypes de fusées à carburant solide sont alimentés et équipés avec des tuyères aerospike toroïdales non-tronquées. Ils ont atteint un apogée de 26 000 pieds (7 900 m) et des vitesses de l'ordre de Mach 1,5.
Le développement des moteurs aerospike à petite échelle utilisant une configuration à propulsion hybride est en cours par les membres de la Reaction Research Society (en).
L'entreprise espagnole Pangea Aerospace réussit une première mondiale en octobre 2021 en effectuant le premier essai à feu d'un moteur-fusée aerospike à refroidissement régénératif d'une poussée de deux tonnes. Fin 2023, elle compte certifier un nouveau moteur d'une poussée de plus de 10 tonnes.

## Galerie

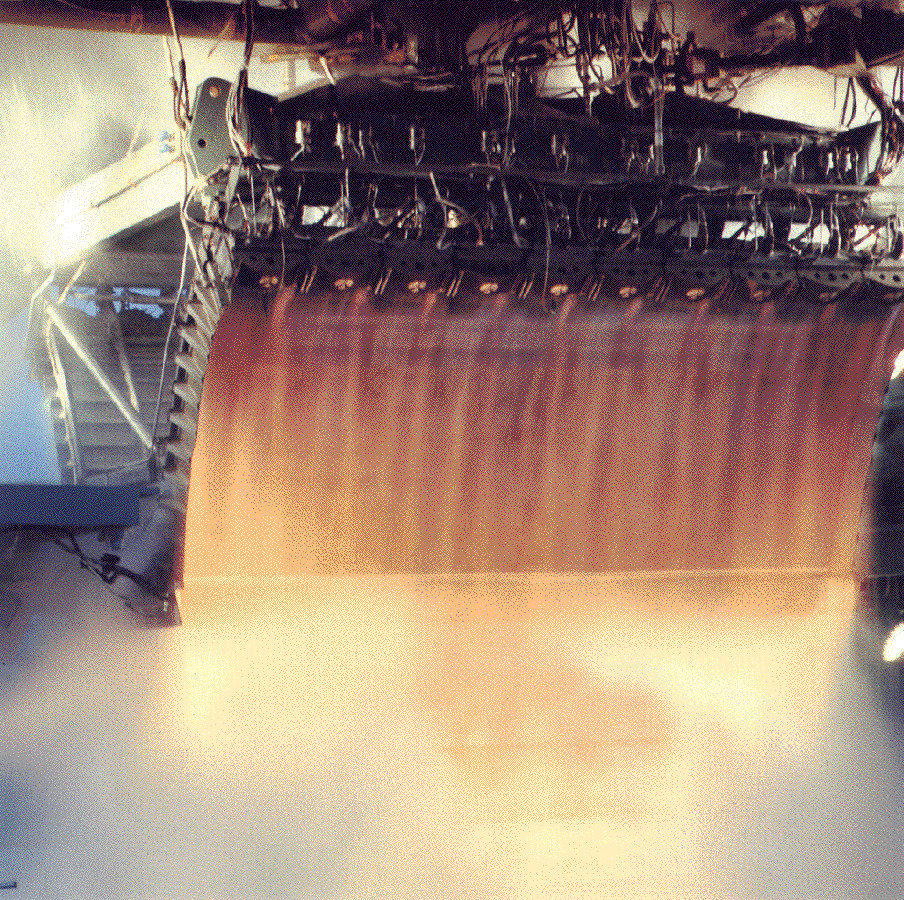
Essai du moteur aerospike linéaire RS-2200
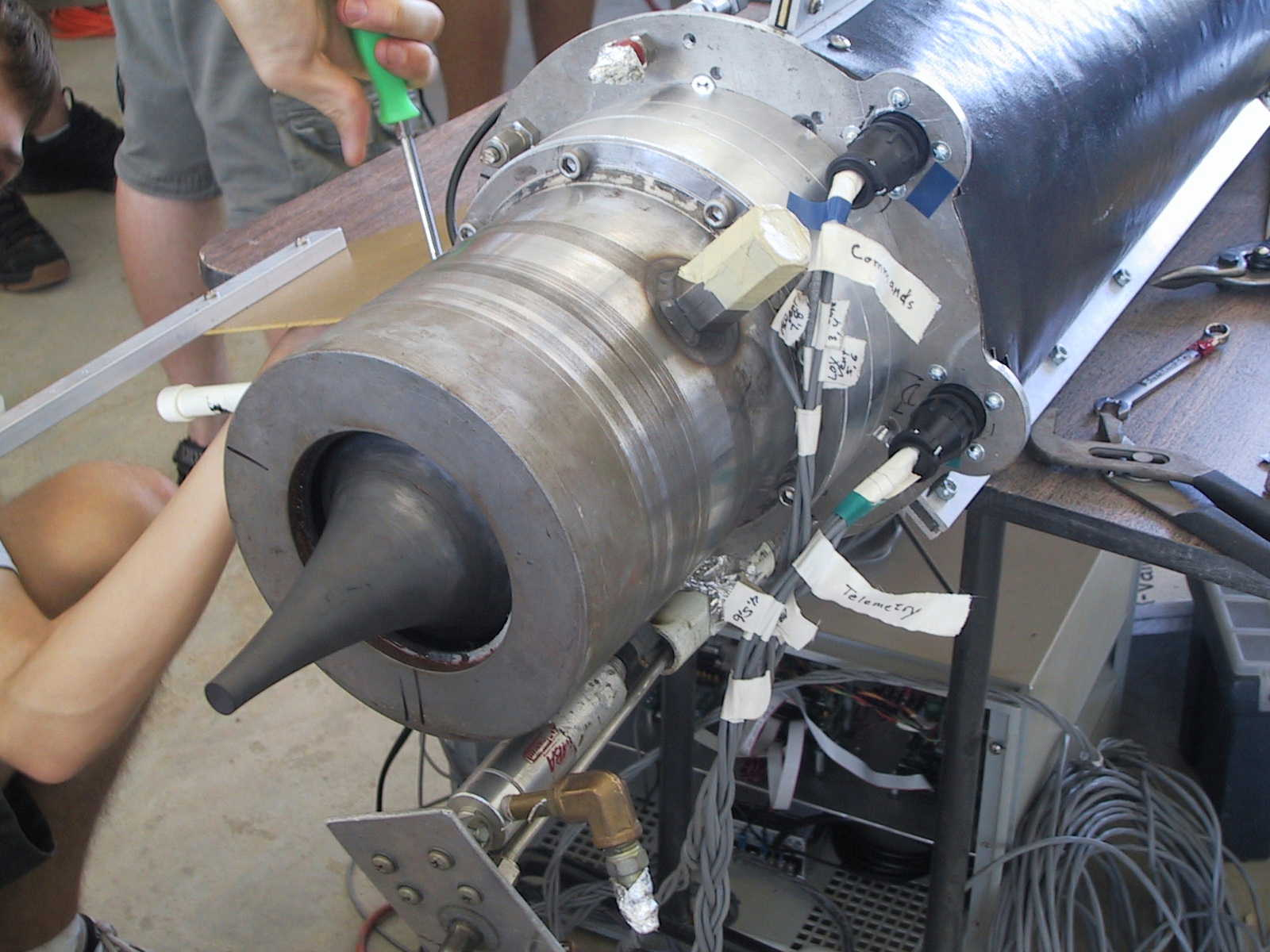
Moteur aerospike de l'Université d'État de Californie à Long Beach